# سونی اریکسون اکس‌پریا نئو وی
سونی اریکسون اکس‌پریا نئو وی (به انگلیسی: Sony Ericsson Xperia neo V) یک تلفن هوشمند عرضه شده توسط کمپانی سونی اریکسون است که در آگوست ۲۰۱۱ معرفی و در اکتبر همان سال عرضه گردید. این تلفن هوشمند دارای سیستم‌عامل اندروید، نمایشگر لمسی خازنی در اندازهٔ ۳٬۷ اینچ و حافظه قابل‌ارتقا از طریق اسلات کارت حافظه میکرو اس‌دی است.